# Combressol
Combressol är en kommun i departementet Corrèze i regionen Nouvelle-Aquitaine i de centrala delarna av Frankrike. Kommunen ligger  i kantonen Meymac som tillhör arrondissementet Ussel. År 2022 hade Combressol 385 invånare.

## Befolkningsutveckling
Antalet invånare i kommunen Combressol
Referens:INSEE